# (35692) 1999 CV32
1999 CV32 (asteroide 35692) é um asteroide da cintura principal. Possui uma excentricidade de 0.16855100 e uma inclinação de 3.19003º.
Este asteroide foi descoberto no dia 10 de fevereiro de 1999 por LINEAR em Socorro.